# Жофроа I дьо Вилардуен
Жофроа I дьо Вилардуен (на френски: Geoffroi I de Villehardouin; * ок. 1169, 1229) е френски рицар от Графство Шампан, участник в Четвъртия кръстоносен поход. Заедно с Гийом дьо Шамплит, Вилардуен участва в завоюването на Пелопонес и става втория княз на Ахея (1209 – 1229)